# Abigail Adams
Abigail Adams, nata Smith (Weymouth, 22 novembre 1744 – Quincy, 28 ottobre 1818), è stata una first lady statunitense, moglie di John Adams e madre di John Quincy Adams, rispettivamente 2º e 6º presidenti degli Stati Uniti.
È stata la prima americana a diventare first mother dopo essere stata first lady, e unica oltre Barbara Bush, ed è stata anche second lady.
Adams viene ricordata per le lettere che scrisse al marito mentre lui stava a Filadelfia, durante i Congressi Continentali. John Adams spesso nelle sue lettere ricercava i consigli della moglie, e la loro corrispondenza contiene discussioni intellettuali riguardo al governo e la politica. Queste lettere sono un'importante testimonianza della Guerra d'indipendenza americana e una fonte riguardo al pensiero politico dell'epoca.

## Biografia
Secondogenita di William Smith, ministro della Chiesa Congregazionalista, e di Elizabeth Quincy, Abigail aveva un fratello e tre sorelle. Sebbene in futuro sosterrà e cercherà di favorire alle femmine una pari educazione rispetto ai maschi, Abigail stessa non ricevette alcuna formazione scolastica formale. Il padre, con l'assistenza occasionale di un insegnante, si prese cura pertanto della sua educazione in casa; le venne insegnato a scrivere e a leggere ed Abigail ebbe il privilegio di poter accedere alle fornite biblioteche del padre e del nonno materno, interessandosi specialmente alla filosofia, teologia, storia antica e legge.
Nessuna documentazione suggerisce un coinvoilgimento di Abigail nelle attività del padre durante questi anni.

### Matrimonio
Diciannovenne, il 25 ottobre 1764 si sposò con l'avvocato ventottenne John Adams, la cui famiglia era da lungo amica degli Smith, nella casa a Weymouth. La coppia si stabilì nella piccola fattoria di John a Braintree o a Boston, a seconda degli impegni lavorativi. Insieme ebbero 5 figli: Abigail "Nabby" Amelia Adams Smith (1765–1813), John Quincy Adams (1767–1848), Susanna Adams (1768–1770), Charles Adams (1770–1800) e Thomas Boylston Adams (1772–1832).

## Visione politica

### Diritti delle donne
Abigail Adams si prodigava per i diritti di proprietà delle donne sposate e sosteneva la necessità di dare più opportunità alle donne, specialmente nel campo dell'educazione. Secondo il suo punto di vista, le donne non dovevano sottostare a leggi che non tenessero conto dei loro interessi e non dovevano accontentarsi di svolgere il solo ruolo di compagne per i loro mariti. Le donne avrebbero dovuto dedicarsi agli studi e venire riconosciute per le loro capacità intellettuali, cosicché avrebbero potuto guidare e influire al meglio sulle vite dei mariti e dei figli.

### Schiavitù
Così come per il marito, anche Abigail credeva che la schiavitù non solo fosse un male, ma una minaccia per l'esperimento di un'America democratica.
In una lettera da lei scritta il 31 marzo 1776, spiegava come lei dubitasse che la maggior parte degli abitanti della Virginia avesse la "passione per la libertà" da loro sostenuta, siccome loro stessi "priva(va)no i loro conterranei" della libertà.
Un noto accadimento avvenne a Filadelfia nel 1791, quando un uomo nero, libero, bussò alla sua porta chiedendo di imparare a scrivere.
Abigail fece iscrivere il ragazzo alla locale scuola serale, non senza ricevere il dissenso di un vicino. Abigail rispose che il ragazzo era "un uomo libero tanto quanto qualsiasi altro giovane uomo" e chiese "solo perché la sua faccia è nera, gli deve essere negata l'istruzione? Come può procurarsi un sostentamento?".